# Foxhall Parker Keene
Foxhall Parker Keene (Oakland, 18 dicembre 1867 – Ayer's Cliff, 25 settembre 1941) è stato un giocatore di polo, golfista e pilota automobilistico statunitense.

## Biografia
Foxhall Keene nacque nel 1867 in California da Sarah Jay Daingerfield e James Robert Keene. Quando nacque suo padre era proprietario della San Francisco Stock Exchange. James R. Keene fu anche proprietario e allevatore di cavalli purosangue e fondatore del Jockey Club.
Keene fu anche un appassionato giocatore di golf. Partecipò agli U.S. Amateur del 1898, venendo eliminato ai quarti di finale. Oltre ad essere un golfista, Keene fu anche un ottimo giocatore di polo, infatti fu membro del Rockaway Hunting Club di Lawrence. Con il capitano Thomas Hitchcock, nel 1886, giocò l'International Polo Cup con la squadra statunitense di polo nella partita contro l'Inghilterra. Fu considerato il miglior giocatore di polo statunitense per otto anni consecutivi. Partecipò al torneo di polo della II Olimpiade di Parigi del 1900. Due anni dopo, prese parte nuovamente all'International Polo Cup ma anche stavolta a vincere fu l'Inghilterra. La sua squadra, l'anglo-statunitense Foxhunters Hurlingham, vinse la medaglia d'oro. Nel 1992, fu introdotto nel Museum of Polo and Hall of Fame.
Keene ebbe anche un'esperienza come pilota automobilistico. Nel 1903, partecipò alla Gordon Bennett Cup ad Athy a bordo di una Mercedes. Quest'esperienza fu però sfortunata perché Keene dovette ritirarsi a causa di un guasto tecnico e la gara fu vinta da Camille Jenatzy.

## Palmarès
| Anno | Manifestazione  | Sede   | Evento | Risultato |
| ---- | --------------- | ------ | ------ | --------- |
| 1900 | Giochi olimpici | Parigi | Polo   | Oro       |